# Hydrure de béryllium
L'hydrure de béryllium est un composé chimique de formule BeH2. L'hydrogène de ce complexe possède un nombre d'oxydation de -I.